# Dischistocalyx grandifolius
Espèce
Synonymes
- Acanthopale buchholzii (Lindau) C.B.Clarke[1]
- Dischistocalyx buchholzii Lindau[1]
- Dischistocalyx insignis Bremek.[1]

Dischistocalyx grandifolius est une espèce de plantes à fleurs de la famille des Acanthaceae et du genre Dischistocalyx, présente en Afrique tropicale.